# Jamar Beasley
Jamar Beasley (Fort Wayne, 11 ottobre 1979) è un ex calciatore ed ex giocatore di calcio a 5 statunitense.

## Carriera
Fratello maggiore del calciatore professionista DaMarcus, Jamar Beasley ha iniziato la carriera sportiva nel calcio per poi dedicarsi prevalentemente all'indoor soccer. Con la nazionale under 20 di calcio degli Stati Uniti ha partecipato al campionato mondiale 1999 mentre con
quella di calcio a 5 ha disputato due Coppe del Mondo, i XV Giochi panamericani, e un campionato nordamericano.